# تيبيس (وادي العين)

تعديل مصدري - تعديل

تيبيس هي إحدى قرى عزلة وادي العين بمديرية حورة التابعة لمحافظة حضرموت، بلغ تعداد سكانها 133 نسمة حسب تعداد اليمن لعام 2004.